# Wiktor II Fryderyk
Victor (II) Friedrich (ur. 20 września 1700 w Bernburgu, zm. 18 maja 1765 tamże) – książę Anhalt-Bernburg. Jego władztwo było częścią Świętego Cesarstwa Rzymskiego. Pochodził z dynastii askańskiej.

## Życiorys
Był jedynym synem księcia Anhalt-Bernburg Karola Fryderyka (1668-1721) i jego żony księżnej Zofii Albertyny (1672-1708), który dożył wieku dorosłego. Na tron wstąpił po śmierci ojca 12 kwietnia 1721 roku. Służył w armii pruskiej. W 1722 roku otrzymał Order Orła Czarnego.
Był jako książę panujący szczególnie zainteresowany rozwojem górnictwa i hutnictwa. Często odwiedzał kopalnie w górach Harz. Od 1724 roku był właścicielem kopalń srebra. Zajmował się także pozyskiwaniem żywicy. W 1752 roku wybuchło w kraju powstanie. Od 1755 roku książę Wiktor Fryderyk był seniorem rodu.

## Rodzina
Wiktor II Fryderyk był trzykrotnie żonaty. Po raz pierwszy ożenił się w 1724 roku. Jego żoną była Luiza von Anhalt-Dessau (1709–1732). Para miała jedną córkę:
- Zofia Luiza (1732–1786).

Po śmierci Luizy książę Wiktor ożenił się w 1733 roku z księżniczką Albertyną von Brandenburg-Schwedt (1712–1750). Z drugą żoną doczekał się pięciorga dzieci:
- Fryderyk Albert (1735–1796), książę von Anhalt-Bernburg,
- Karolina Wilhelmina (1737–1777),
- Maria Karolina (*/† 1739),
- Fryderyka Augusta Zofia (1744–1827),
- Krystyna Elżbieta (1746–1823).

Po raz trzeci książę ożenił się w 1750 roku. Jego wybranką była Konstancja Schmidt, od 1752 Pani von Baer. Para doczekała się jednej córki:
- Fryderyka Wilhelmina von Baer (1752–1820).

Po jego śmierci następcą został syn Fryderyk Albert.